# La cantante di strada
La cantante di strada (La chanteuse de rue) è un dipinto a olio su tela (171,3x105,8 cm) realizzato nel 1862 dal pittore pre impressionista francese Édouard Manet. La tela è conservata al Museum of Fine Arts di Boston.
Nell'opera, la modella preferita dell'artista, Victorine Meurent, è raffigurata nei panni di una cantante che esce da un locale di cabaret a notte fonda, mentre mangia delle ciliegie.
La scena è stata ispirata a Manet direttamente da un incontro che fece di notte con una donna che corrispondeva esattamente a tale descrizione. Chiedendole immediatamente di posare per lui, la giovane donna rifiutò, e si dice che Manet abbia esclamato: «Se lei non vuole, vorrà Victorine!»